# Sematophyllum hyalinum
Sematophyllum hyalinum là một loài Rêu trong họ Sematophyllaceae. Loài này được (Reinw. ex Schwägr.) A. Jaeger miêu tả khoa học đầu tiên năm 1878.